# Joseph Lea Gleave
Joseph Lea Gleave (1907-1965) foi um arquiteto britânico. Nasceu em Manchester, Inglaterra.
Estudou na Escola de Arquitetura da Universidade de Manchester. Em 1931, com apenas 23 anos, ganhou o concurso internacional de arquitetura para o Farol de Colombo, um monumento comemorativo do Descobrimento da América. O farol, construído em Santo Domingo, na República Dominicana, só foi terminado em 1992, vinte anos após a morte do arquiteto.
Após ganhar o concurso, Gleave mudou-se à Escócia, primeiro a Edimburgo e depois a Glasgow, onde ganhou fama como projetista de hospitais.
Morreu de câncer em 1965, em Glasgow.